# كوكب نوراني أوكاروي
العلامة كوكب نوراني أوكاروي (مولود في 17 أغسطس سنة 1957 ميلادية -1377هجرية) يعد أحد أشهر العلماء الإسلاميين وهو في نفس الوقت باحث وخطيب وكاتب وناقد ينتسب لجماعة أهل السنة والجماعة السنية (بريلوية), وهو يحتل مكانة كبيرة ودور مميز بين القواد الروحانيين الإسلاميين في هذه الحقبة عند البريلويين حول العالم. إنه يشتهر بين تابعيه ومخلصيه باسم خطيب الملة، وهو ابن مجدد مسلك أهل السنة الخطيب الأعظم الباكستاني حافظ محمد شفيع أوكاروي.